# Belja
Belja (en serbe cyrillique : Беља) est un village de Serbie situé dans la municipalité d'Aleksinac, district de Nišava. Au recensement de 2011, il comptait 22 habitants.
Belja est également connue sous le nom de Relja.

## Démographie
| 1948 | 1953 | 1961 | 1971 | 1981 | 1991 | 2002 | 2011 |
| ---- | ---- | ---- | ---- | ---- | ---- | ---- | ---- |
| 106  | 113  | 106  | 99   | 73   | 56   | 43   | 22   |

|  |